# Три богатира (франшиза)
Три богатира (рус. Три богатыря) је руска серија цртаних филмова. Жанр цртаних филмова је авантуристичка комедија. Премијерна приказивање у кинотеатрима.
Појава циклуса цртаних филмова о три богатира карактерише нови виток интереса за богатарску тему, који се догодио почетком 2000-их година. У цртаним филмовима парадоксално се комбинују древноруски билини, употреба западног формата и савременог масскулта.

## Синопсис
Прича о авантурама три најпознатија руска богатира Алјеше Поповича, Добрине Никитича и Илије Муромца. Дела се одвијају у средњем веку у Кијевској Руси, за време владавине Владимира Красног сунца. У сваком од филмова, богатири чувају Русију од спољних агресора.

## Цртани филмови серије
- 2004 — Алеша Поповић и Тугарин змија[2]
- 2006 — Добриња Никитић и змија Горинић[3]
- 2007 — Иља Муромец и Соловеј разбојник[4]
- 2010 — Три богатира и Шамаханска краљица[5]
- 2012 — Три богатира на далеким обалама
- 2014 — Три богатира. Ход коња
- 2016 — Три богатира и морски краљ
- 2017 — Три богатира и принцеза Египта
- 2018 — Три богатира и наследница престола
- 2020 — Коњ Јулије и велике трке коња
- 2021 — Три богатира и Коњ на престолу
- 2023 — Три богатира и Пуп земље

## Главни ликови
- Аљоша Попович
- Добриња Никитић
- Илија Муромец
- Коњ Јулије — уме да разговара
- Кнез Кијевски — владар Русије

## Награде

### Филм «Алеша Поповић и Тугарин змија»
- 2005 — XII Фестивал комедијског филма и хумора «Златни Остап» — статуетка «великог комбинатора» најбољем пунометражном анимационом филму «Алеша Поповић и Тугарин змија»[6]
- 2005 — Међународни фестивал анимационог филма Anima Mundi у Рио де Жанеиру (Бразилија) — најбољи пунометражни филм[7]
- 2005 — Међународни филмски фестивал у Сао Паулу/Мостра (Бразилија) — главна награда
- 2005 — IX Сверосијски Фестивал визуелних уметности у Орленку — 1. место конкурса анимације[8]
- 2005 — X Московски међународни фестивал «Златна Рибка» — награда жирија[9]
- 2005 — Међународни филмски фестивал Арт Амфора (Бугарска) — главна награда[10]
- 2005 — IV Међународни филмски фестивал у Буенос Аиресу (Аргентина) — најбољи анимирани филм[11]

### Филм «Добриња Никитић и змија Горинић»
- 2006 — VIII Међународни филмски фестивал "Прича" у Москви — награда жирија за дугометражни филм "Добриња Никитић и змија Горинић"[12]

### Филм «Иља Муромец и Соловеј разбојник»
- 2008 — 24. међународни Московски филмски фестивал за децу и омладине — награда председника Московског међународног фестивала филмова за децу и омладине Армена Медведева[13]
- 2009 — Х Балкански фестивал филмова и телевизијских програма за децу и омладине «Арт Амфора» — награда међународног жирија фестивала у категорији «анимација»[13]

### Филм «Три богатира и морски краљ»
- 2017 — Награда "Мултимир" — победа у номинацијама: «Најбољи руски пунометражни филм», «Најбољи херој руског анимационог филма»[14]

### Филм «Три богатира и принцеза Египта»
- 2018 — Награда "Мултимир" — победа у номинацијама: «Најбољи руски анимирани играни филм», «Најбоља 2Д графика руског анимираног филма»[15]

### Филм «Три богатира и наследница престола»
- 2019 — V Национална анимациона награда «Икар» — победа у номинацији «Најбољи филм у прокату»[16]
- 2019.године, за достигнућа у области филмске уметности, ауторски колектив мультфилма награђен је наградом Владе Санкт Петербурга у области културе и уметности[17]